# Elogio
L'elogio, o encomio, è un'orazione pubblica tributata a una o più persone. Il più delle volte si tratta di un elogio funebre (un eloquio o un discorso elogiativo pronunciato durante la celebrazione, laica o religiosa, di un funerale), di una menzione testamentaria, di una sentenza giuridica, ma non è raro che lo si usi in occasione di compleanni o eventi speciali, sempre in funzione encomiastica. 

## Storia
La parola "elogio" deriva dal greco εὐ λόγος (buona parola, buon discorso). In una forma meno letterale può essere tradotto anche "parlare bene"), quindi poteva essere sia un'epigrafe sia un panegirico, un ricordo ma anche un trattato, come nel caso dell'Elogio di Gournay di Robert Jacques Turgot; "encomio", invece, deriva da ἐγκώμιον (discorso tenuto in banchetto). Originariamente, l'encomio era riservato ai vincitori dei Giochi olimpici antichi e, più propriamente, si riferiva al complesso di feste (con simposi e danze) a loro riservati, oppure era scritto in onore a un morto. Presso gli attici gli encomi vennero definiti scolii.
Nel corso della storia della letteratura vennero scritti elogi di ispirazione satirica, fantastica e morale. Tra i più celebri si annoverano: l'Elogio della follia di Erasmo da Rotterdam e l'Elogio degli uccelli di Giacomo Leopardi.
La letteratura ci ha lasciato importanti tracce anche di encomi, quali l'Encomio di Evagora di Isocrate, l'Agesilao di Senofonte, e soprattutto l'Encomio di Roma di Elio Aristide (150 d.C.). Non mancarono persino i trattati, incluso quello di Menandro Retore (IV secolo). Famoso ed apprezzato fu anche l'Encomio di Elena del retore Gorgia.